# Карл Глухой
Карл Глухой (швед. Karl Döve; ум. 8 августа 1220, Лихула) — средневековый шведский ярл (1216—1220) из могущественного Дома Бельбу. Его отцом был магнат Бенгт Снивиль. Карл был братом Магнуса Миннелшельда и ярла Биргера Бросы, а также отцом ярла Ульфа Фасе. Карл погиб в Лихулаской битве в Эстонии 8 августа 1220 года вместе со своим племянником и тёзкой, епископом Линчёпинга Карлом Магнуссоном.

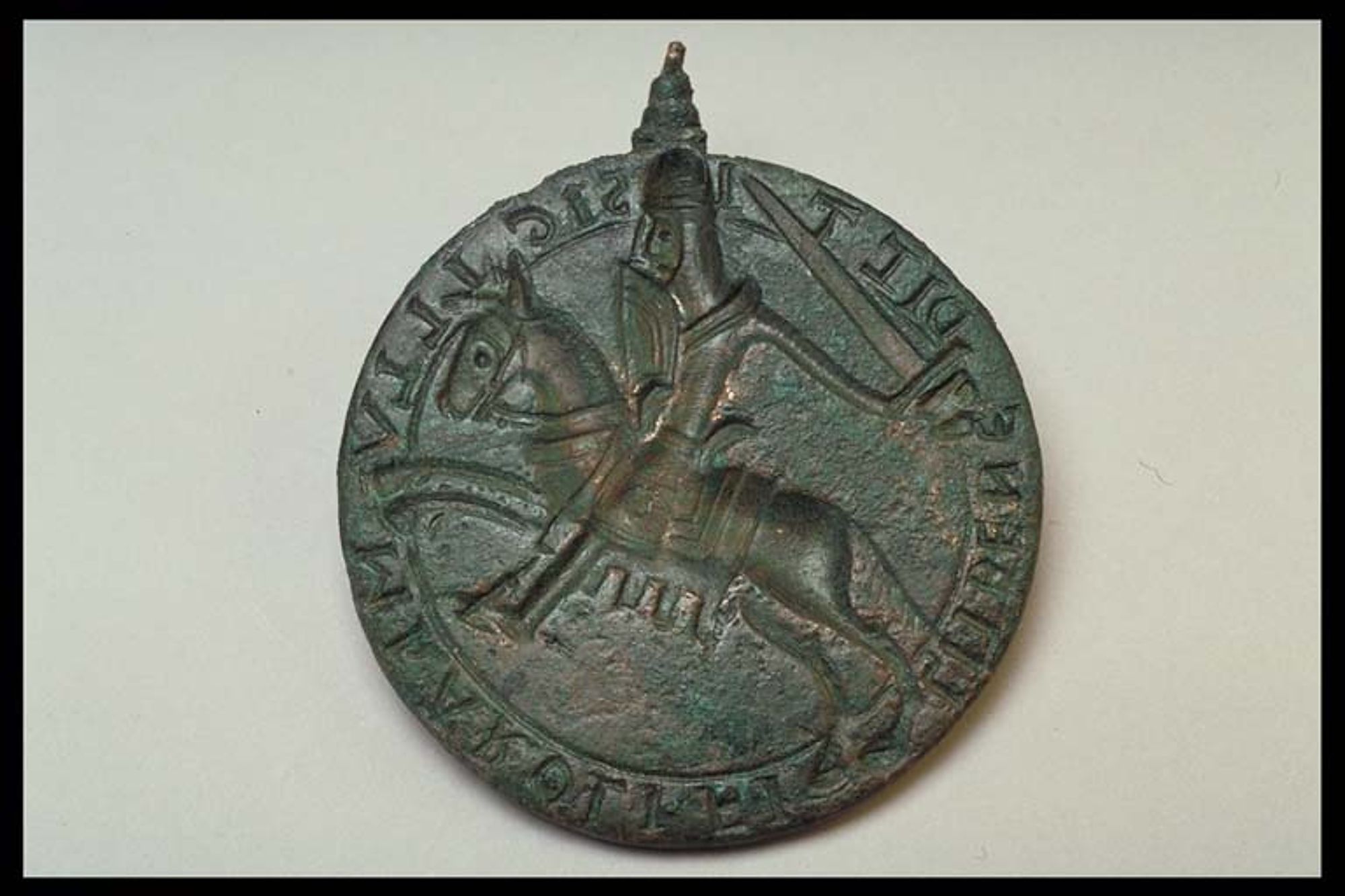
Печать Карла Глухого. Надпись:
SIGILLVM KAROLI FILII BENEDICTI

Печать Карла, обнаруженная в начале 1990-х годов, датируется концом XII века и, таким образом, является самым старым сохранившимся личным объектом в истории Швеции. Личные печати обычно разбивались на куски после смерти владельца, чтобы предотвратить последующее злоупотребление, и неповреждённая печать Карла поэтому уникальна. Шведский музей национальных древностей купил его в 2001 году за 800 000 шведских крон.